# Syrecko-Pečerska
Syrecko-Pečerska (ukrajinsky Сирецько-Печерська лінія, Syrecko-Pečerska linija) je třetí a zároveň nejnovější linka Kyjevského metra, která se nachází v Kyjevě na Ukrajině.
Linka je po celé své délce podzemní s výjimkou nadjetím Dněpru přes Pivděnnyjský most. Linka vede ze severovýchodu na jihozápad a má dvě přestupní stanice Zoloti vorota a Palac sportu.

## Historie

### První úsek Zoloti Vorota – Klovska
Stavební práce na prvním úseku započaly v roce 1981, první tři stanice byly dokončeny po osmi letech. Byly to stanice Zoloti Vorota, Palac Sportu a Mečnikova. Při výstavbě stanice Zoloti Vorota musela být postavena i nová přestupní stanice na první lince, a to stanice Teatralna otevřená v roce 1987, jež se po otevření linky stala přestupní. Tyto stanice byly také poslední otevřené v rámci začlenění Ukrajiny do Sovětského svazu.

### Pozdější rozšíření
I přes rozpad Sovětského svazu a vyhlášení nezávislosti Ukrajiny výstavba pokračovala rychle. Pět dní po nezávislosti, 30. prosince 1991, se otevřel prodloužený úsek s dvěma stanicemi, Družby narodiv a Vydubyči. Již v roce 1992 byl otevřen další úsek, který překonával Dněpr přes Pivděnnyj most a přidal další dvě stanice Slavutyč a Osokorky.
Stanice Pečerska a Telyčka nebyly otevřeny při otevíráních svých úseků. Zatímco stanice Pečerska byla nakonec otevřena v roce 1997, práce na Telyčce se zastavily a stanicí se projíždí.
V roce 1994 byly uvedeny do provozu stanice Pozňaky a Charkivska. V roce 1996 se otevřela stanice Lukjanivska, jež rozšířila linku na sever. Mezi stanicemi Lukjanivska a Zoloti Vorota se nachází další nedokončená stanice, a to Lvivska Brama. Stanice nebyla dokončena z důvodu chybějící komplexní rekonstrukce Lvovského náměstí a nedostatku financí. Od té doby jsou práce na ní zastaveny.
Dne 3. března 2000 byla na třetí lince otevřena stanice Dorohožyči a v roce 2004 stanice Syrec. 23. srpna 2005 byla trasa prodloužena na východě do stanice Boryspilska. Dne 4. března 2007 byla mezi stanicemi Charkivska a Boryspilska otevřena stanice Vyrlycja.

### Nejnovější rozšíření
Dne 23. srpna 2007 bylo otevřeno třetí depo TČ-Charkivske a 23. května 2008 byla otevřena stanice Červonyj chutir, která se nachází nedaleko depa. Rozšíření do stanice Červonyj chutir byla kontroverzní, kdy v roce 2007 byla stavba stanice pozastavena a bývalý starosta Leonid Černovecký dodal: „Zvířata nejezdí metrem.“ Stanice byla nakonec otevřena pár dnů před volbami.

### Uvažované prodloužení
Linka by se měla také rozšířit, nejdříve otevřením nové sekce trati do stanic Mostycka a Varšavska. Po otevření stanice Mostycka vznikne větev, jež rozšíří linku do stanic Vynohradar a Maršala Hrečka společně s depem Vynohradar, plánované otevření úseku by mělo být v roce 2025, ale dokud nebude otevřena stanice Mostycka, tak se nebude otevřen ani úsek do stanice Maršala Hrečka. Provozovatel dráhy také plánuje otevření stanice Lvivska brama, kdy v roce 2022 vydal tendr na dostavbu stanice.

### Chronologie výstavby
| Úsek                  | Datum otevření    | Délka   |
| --------------------- | ----------------- | ------- |
| Zoloti vorota-Klovska | 31. prosinec 1989 | 1,9 km  |
| Zvirynecka-Vydubyči   | 30. prosinec 1991 | 4,4 km  |
| Slavutyč-Osokorky     | 30. prosinec 1992 | 4,2 km  |
| Pozňaky-Charkivska    | 28. prosinec 1994 | 2,6 km  |
| Lukjanivska           | 30. prosinec 1996 | 3,1 km  |
| Pečerska              | 29. prosinec 1997 | N/A     |
| Dorohožyči            | 3. březen 2000    | 2,6 km  |
| Syrec                 | 14. říjen 2004    | 1,5 km  |
| Boryspilska           | 23. srpen 2005    | 2,3 km  |
| Vyrlycja              | 4. březen 2006    | N/A     |
| Červonyj chutir       | 23. květen 2008   | 1 km    |
| Celkově:              | 16 stanic         | 23,9 km |

## Přejmenování stanic
Po nezávislosti Ukrajiny se v 90. letech začaly přejmenovávat stanice metra, které měly něco společné s komunismem. Na téhle lince se přejmenovala pouze jedna stanice a to Klovska. V roce 2023 místostarosta Kyjeva potvrdil přejmenování stanic Plošča Lva Tolstoho na Plošča Ukrajinskych herojiv a stanice Družby narodiv na Zvirynecka.
- Stanice Klovska – v letech 1989–1993 Mečnikova
- Stanice Zvirynecka – v letech 1991–2023 Družby narodiv

## Stanice
| Obrázek                       | Název stanice   | Původní název  | Přístup              |
| ----------------------------- | --------------- | -------------- | -------------------- |
| Stanice metra Syrec           | Syrec           |                |                      |
| Stanice metra Dorohožyči      | Dorohožyči      |                |                      |
|                               | Hercena         |                |                      |
| Stanice metra Lukjanivska     | Lukjanivska     |                |                      |
| Stanice metra Lvivska Brama   | Lvivska Brama   | Lvivska        |                      |
| Stanice metra Zoloti Vorota   | Zoloti vorota → |                |                      |
| Stanice metra Palac Sportu    | Palac sportu →  |                |                      |
| Stanice metra Klovska         | Klovska         | Mečnikova      |                      |
| Stanice metra Pečerska        | Pečerska        |                |                      |
| Stanice metra Zvyrinecka      | Zvirynecka      | Družby narodiv |                      |
| Stanice metra Vydubyči        | Vydubyči        |                |                      |
|                               | Telyčka         |                |                      |
| Stanice metra Slavutyč        | Slavutyč        |                |                      |
| Stanice metra Osokorky        | Osokorky        |                |                      |
| Stanice metra Pozňaky         | Pozňaky         |                |                      |
| Stanice metra Charkivska      | Charkivska      |                |                      |
| Stanice metra Vyrlycja        | Vyrlycja        |                | Bezbariérový přístup |
| Stanice metra Boryspilska     | Boryspilska     |                | Bezbariérový přístup |
| Stanice metra Červonyj chutir | Červonyj chutir |                | Bezbariérový přístup |

## Vozový park

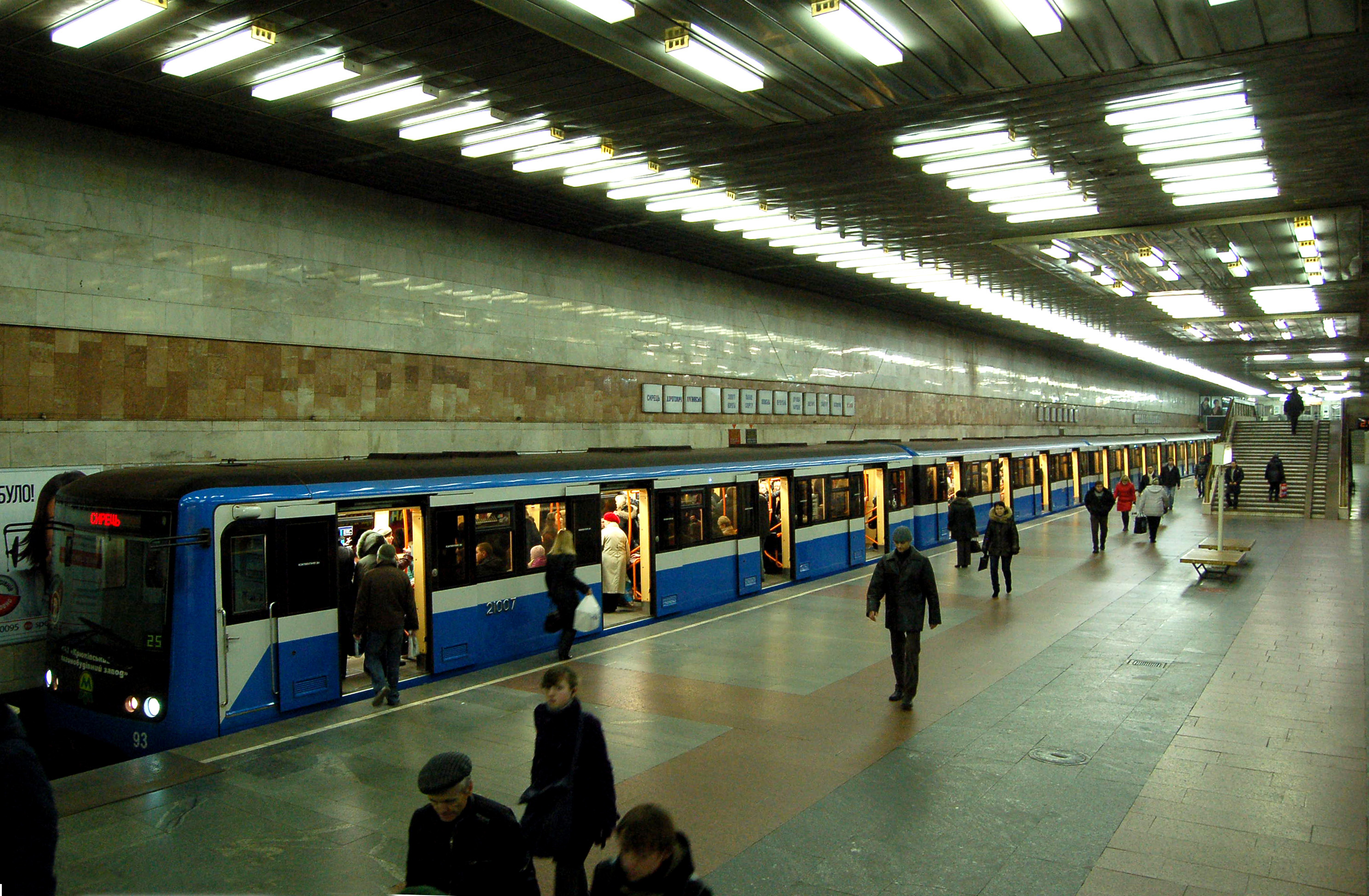
Souprava metra 81-70 ve stanici metra Pozňaky

Linka používá modernější soupravy série 81-71 (modifikace 81-70, 81-71.5M). Nové vlaky jsou typu 81-70 z Krjukovského závodu (Kremenčucký rajón), historicky první vyrobené na Ukrajině. Na prvních vagonech se začalo pracovat již v roce 2003. Od roku 2010 se do dep dodaly nové modernizované soupravy.
Linku obsluhuje jedno depo s názvem Charkivske, před rokem 2007 linka používala Oboloňské depo nacházející se na druhé lince, na svou vlastní linku se dostával přes manipulační spojku.